# Paladij (klasična antika)
V grški in rimski mitologiji je bil paladij ali paladium kultna podoba, od katere je bila odvisna varnost Troje in pozneje Rima; lesen kip (hoanon)   Atene Palade, ki sta ga Odisej in Diomed ukradla iz citadele v Troji in ga je pozneje Enej prinesel v mesto Rim. Rimska zgodba je povezana z Vergilijevo Eneido in drugimi deli.
Okoli leta 1600 se je beseda paladij začela uporabljati v pomenu svetinja ali varuh česar koli, za kar so verjeli, da  zagotavlja varstvo ali varnost, v krščanstvu je bila to sveta relikvija ali ikona, za katero so verjeli, da ščiti in varuje (vojsko, celotno mesto, ljudi ali narod). Taka prepričanja so bila prvič očitna v vzhodni cerkvi v obdobju po vladavini bizantinskega cesarja Justinijana I. in so se nato razširila na zahodno cerkev. Paladije so nosili v procesiji po obzidju okrog obleganih mest, včasih so jih odnesli s seboj v boj. 

## Trojanski paladij

### Izvor
Trojanski paladij je bil lesena podoba Palade Atene (rimska Minerva), ki je padla z neba v odgovor na molitev Ilosa, ustanovitelja Troje. Paladij je bil tri komolce (nekdanja dolžinska mera, 44 cm) visok, imel je stisnjene noge, v desnici je držal kopje, v levici pa šop prediva in vreteno.
»Najstarejši talismani v podobi Atene,« poročata Ruck in Staples, »... so bili čarobni predmeti, stebri brez obraza, preden so boginji prisodili človeške lastnosti in je dobila človeško obliko s posredovanjem človeškega intelektualnega vmešavanja.« 

### Paladij v Troji
Paladij v Troji v podobi Atene, ki obžaluje smrt Palade,  je del legende o ustanovitvi mesta in je bil omenjen v različnih besedilih, na katera so se Grki sklicevali od 7. stoletja pred našim štetjem dalje. Paladij je bil povezan s samotraško skrivnostjo o predolimpski podobi Elektre, matere Dardana, praočeta trojanske kraljeve rodbine, in Jazionom, povzročiteljem samotraške skrivnosti.  Ali je Elektra prišla do svetišča Atene s paladijem kot nosečnica in prosila zanj, ali je bog paladij vrgel na ozemlje Ilium, ker je bil oskrunjen z rokami ženske, ki ni bila devica,  ali ga je Elektra prinesla sama ali je bil dan neposredno Dardanu, so različice, odvisne od vira in sholij (komentarjev). V Ilionu (Troji) je kralj Ilos oslepel, ko je reševal paladij iz gorečega templja. 

### Kraja
Med trojansko vojno je pomembnost paladija za Trojo Grkom razkril Helen, preroški Priamov sin. Po Parisovi smrti je Helen zapustil mesto, a ga je ujel Odisej. Grkom je uspelo prepričati bojevnike, da so razkrili slabost Troje. Grki so izvedeli od Helena, da Troja ne bo padla, če bo paladij, slika ali kip Atene, ostal znotraj obzidja. Težka naloga kraje tega svetega kipa je spet padla na pleča Odiseja in Diomeda. Ker Troje ni bilo mogoče zavzeti, dokler je bila zaščitnica tega kipca, sta se Grka Diomed in Odisej skrivaj prikradla do citadele v Troji skozi tajni prehod in jo odnesla. Tako so Grki potem lahko vstopili v Trojo in jo zavzeli s pomočjo trojanskega konja.
Odisej je po epu, v Proklusovem povzetku  Male Iliade, šel ponoči preoblečen v Trojo in vstopil v mesto kot berač. Tam ga je prepoznal Helen, ki mu je povedal, kje je paladij. Po usmrtitvi nekaj Trojancev se je vrnil na ladjo. Z Diomedom sta nato ponovno vstopila v mesto in ukradla paladij.
Diomeda včasih obravnavajo kot osebo, ki je fizično odstranil paladij in ga odnesel na ladjo. Je več kipov in mnogo starodavnih risb, na katerih je uprizorjen s paladijem.
V delu Pripovedi mitografa Konona iz Avgustovega obdobja, povzeto po Fotiju, je Odisej na poti do ladje načrtoval, da bo ubil Diomeda in zahteval paladij zase. Dvignil je meč, da bi ga zabodel v hrbet. Diomed je opazil lesk meča v mesečini. Razorožil je Odiseja, mu zvezal roke in ga vlekel pred sabo ter tepel po hrbtu z mečem.  Ker je bil Odisej bistven za uničenje Troje, se je Diomed vzdržal kaznovanja.
Diomed je vzel paladij s seboj, ko je zapustil Trojo. Po nekaterih zgodbah ga je prinesel v Italijo. Nekateri pravijo, da mu je bil ukraden na poti.

### Paladij v Rimu
Po različnih legendah je trojanski paladij našel svojo pot v Atene ali Argos ali Šparto (vse v Grčiji) ali Rim v Italiji. V Rim ga je prinesel Enej, ko je bil izgnan iz Troje (Diomed je v tej različici imel kopijo kipa), ali pa sam Diomed. Tam je bil stoletja shranjen v templju Veste v Rimskem forumu. Obravnavali so ga kot enega od pignora imperii, sveti simbol ali poroštvo rimske vladavine (imperium).
Plinij starejši je zapisal, da je Lucij Cecilij Metel oslepel, ko je reševal paladij iz templja Veste leta 241 pred našim štetjem, kar nakazujeta tudi Ovid in Valerij Maksim. 
Ko je sporen cesar Elagabal (vladal 218–222) prenesel najbolj svete relikvije rimske religije iz svojih svetišč na Elagabalium, je bil paladij med njimi. 
V pozni antiki se je govorilo, da je bil paladij prenesen iz Rima v Konstantinopel v času Konstantina Velikega in pokopan pod Konstantinov steber v forumu.  To bi spodkopalo primat Rima in je seveda videti kot poteza Konstantina, da legitimizira svojo vladavino.

## Atenski paladij
Boginjo Ateno so častili na Akropoli v Atenah pod številnimi imeni in kulti, med katerimi je bil najslavnejši Atena Palada, "zaščitnica mesta". Kultna podoba je bila lesena, pogosto imenovana kot hóanon dipetés (v nadaljevanju "rezbarija, ki je padla z neba"), izdelana iz lesa oljke in je stala v klasični dobi obrnjena proti vzhodu v krilu templja Erehtejon. Artefakta naj ne bi izdelal človek, ampak je božjega izvora in je bila najsvetejša podoba boginje ter deležna največjega spoštovanja. Postavljen je bil pod bronasto podobo palme in zlato svetilko, prižgano pred njim. Osrednji praznik panateneja je bil zamenjava kipovega volnenega pajčolana z novo stkanim. Odpeljan je bil tudi na morje, kjer so ga svečenice slovesno oprale enkrat letno, na praznik, ki se imenuje plinterija ("pranje").  Njegovo zadnjo omenjeno prisotnost pripisujejo cerkvenemu patru Tertulijanu (Apologeticus 16.6), ki ga je v poznem 2. stoletju našega štetja opisal posmehljivo, kot da ni nič, ampak "grob, brezobličen kos lesa" (latinski izvirnik: Pallas Attica quae sine effigie rudi palo et informi ligno prostat?). Starejši opisi kipa niso ohranjeni.